# الدينارة (مناخة)

تعديل مصدري - تعديل

الدينارة هي إحدى قرى عزلة مسار بمديرية مناخة التابعة لمحافظة صنعاء، بلغ تعداد سكانها 126 نسمة حسب تعداد اليمن لعام 2004.